# Scopula indoctaria
Scopula indoctaria là một loài bướm đêm trong họ Geometridae.